# Jaroslava Bajerová
Jaroslava Bajerová (Brno, Checoslovaquia, 1 de abril de 1910-23 de agosto de 1995) fue una gimnasta artística checoslovaca, subcampeona olímpica en Berlín 1936 en el concurso por equipos.

## Carrera deportiva
En las Olimpiadas de Berlín 1936 gana la plata por equipos, tras las alemanas y por delante de las húngaras, y siendo sus compañeras de equipo: Matylda Pálfyová, Božena Dobešová, Vlasta Foltová, Anna Hřebřinová, Vlasta Dekanová, Zdeňka Veřmiřovská y Marie Větrovská.